# Tineo (parroquia)

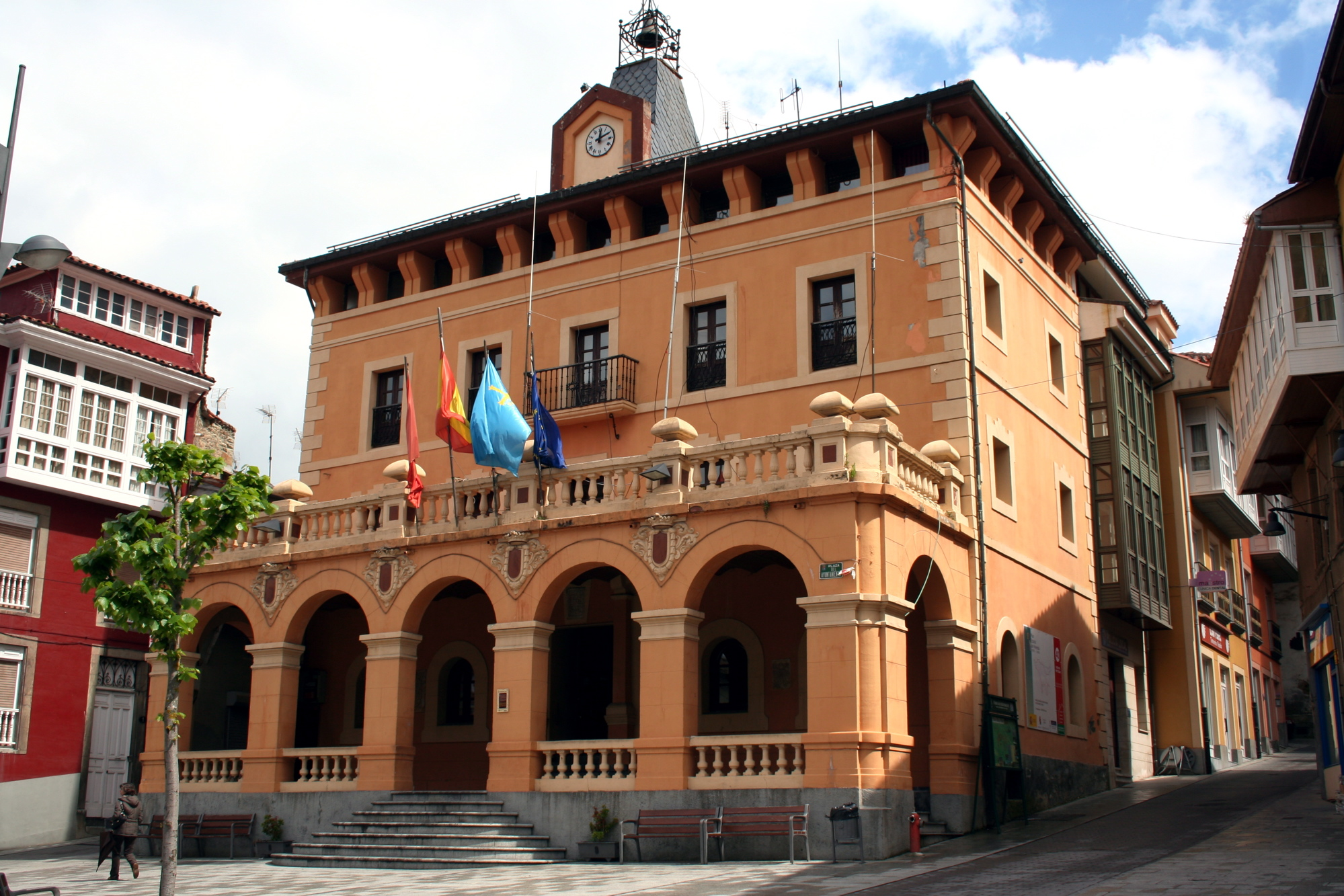
Ayuntamiento del concejo de Tineo.

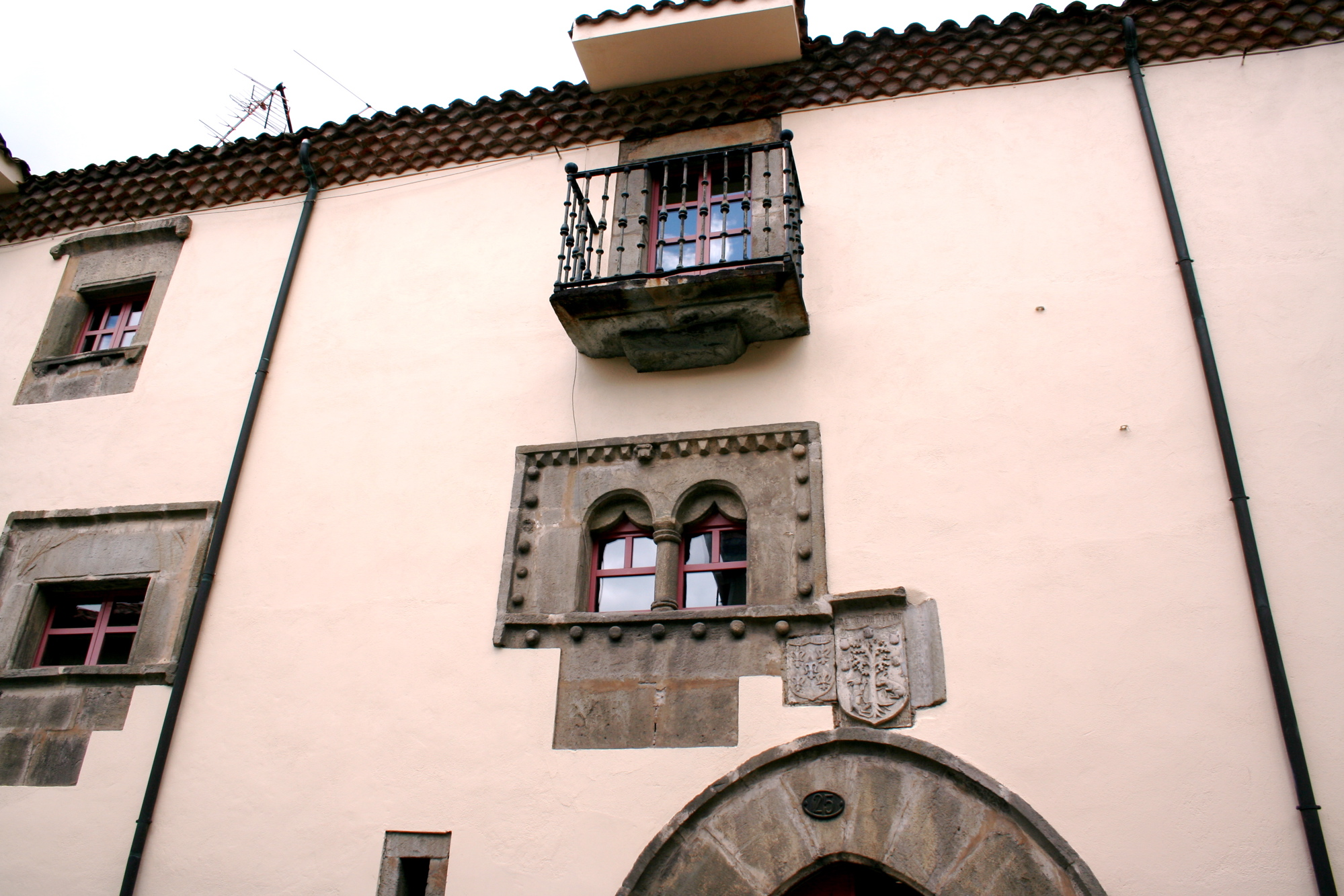
Palacio de los García en Tineo.

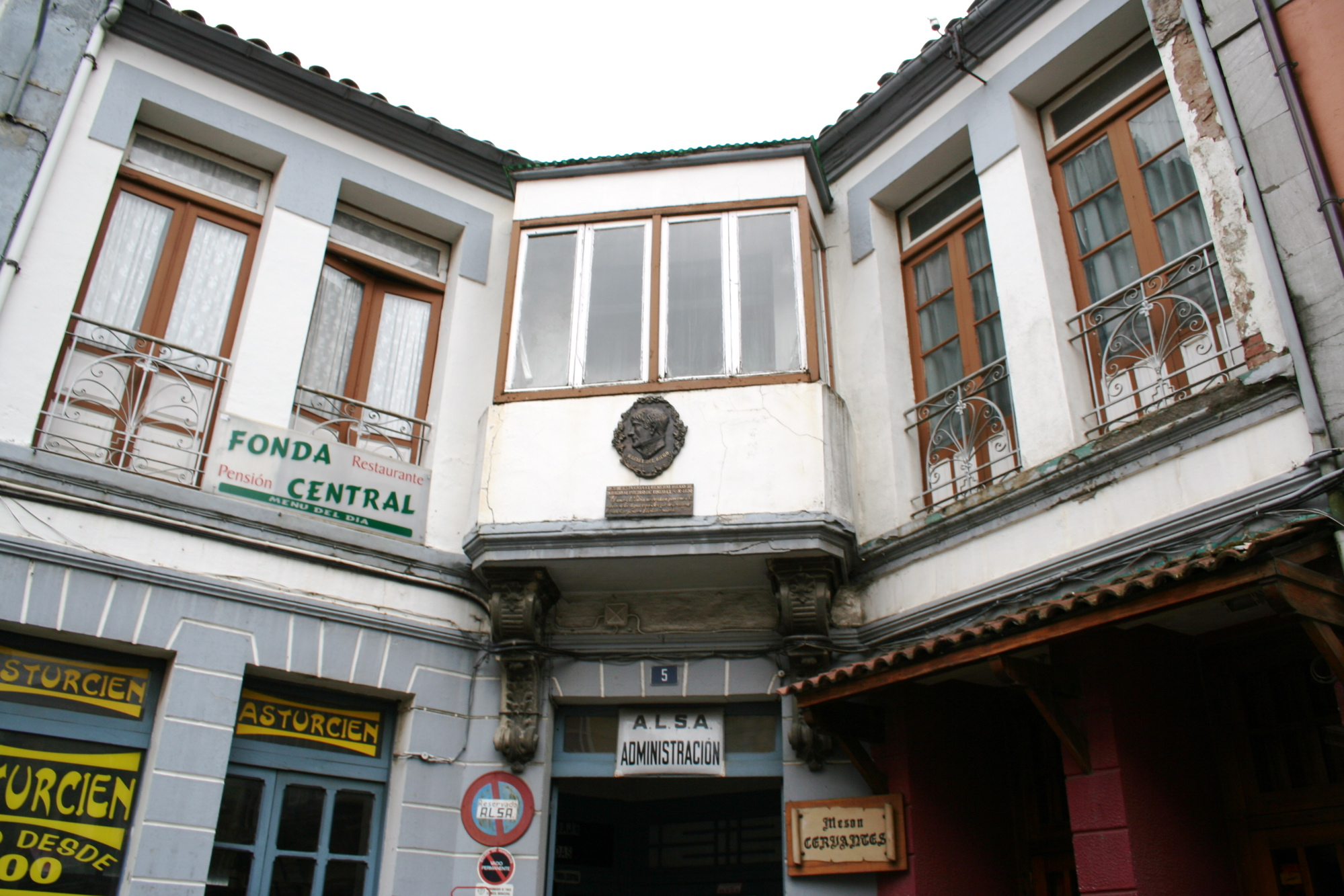
Parada del Alsa y balcón desde el que el general Rafael de Riego dirigió su célebre discurso el 4 de octubre de 1820.

Tineo (Tinéu en asturiano y oficialmente) es una parroquia del concejo homónimo, en el Principado de Asturias (España). Alberga una población de 3.937 habitantes (INE 2009) en 2001 viviendas. Ocupa una extensión de 2 km².
Está situada en el área centro oriental del concejo. Limita al norte con la parroquia de Villatresmil; al este, con la de Santa Eulalia; al sureste, con la de El Rodical; al sur y suroeste, con la de Ponte; y al oeste, con la de Obona.
La Villa de Tineo es la capital del concejo de Tineo, cuenta con una población de 3715 habitantes (2006) y se sitúa en parte central del concejo.

## Economía
El sector más abundante en la villa es el sector servicios, la actividad agraria se sitúa en las afueras y la industrial en el complejo de la Curiscada.

## Celebraciones
Las Fiestas de San Roque son las principales del concejo, declaradas de interés turístico, se celebran a madiados de agosto desde el día 12 al  18.
La feria muestras en el Ferial durante mayo, y barrios como el Viso o el Pascón celebran su propia fiesta aparte.

## Infraestructura
Educación
Tineo cuenta con 2 colegios de educación primaria, el "Verde amor" y el "Pascón", así como un instituto de educación secundaria y bachiller.
Ocio
Cuenta con un polideportivo, un campo de fútbol, bolera celta, campo de tiro, piscinas y aspira a ser la ciudad del motor.
Zonas
Tineo se divide en varios barrios como El Pascón, Santa Teresa, La Colmena y El Viso. Otros lugares son el Centro de la Villa o El campo de San Roque.
Turismo
El Hotel Principal de Tineo es el Hotel palacio de Meras edificio histórico rehabilitado.

## Iglesia de San Pedro
Es el Antiguo Templo Conventual de la Comunidad de Franciscanos de San Francisco del Monte; junto al antiguo Palacio de Justicia (Juzgado de 1.ª instancia). Forma conjunto con la capilla de Merás que se adhirió recientemente a la izquierda de la única nave de la iglesia. A los pies, bajo el pequeño pórtico de la torre, está la portada de acceso formada por 3 arquivoltas, que apoyan en tres columnas a cada lado.
Posee Interesantes puertas del templo de dos hojas en madera y con herrajes y bisagras. 
Interior: arco de triunfo. Es parroquial desde 1880. Se trata de una sólida construcción de finales del siglo XII. La Iglesia es de una sola nave. Resalta la arcada románica que da acceso al interior, con tres columnas a cada lado, más gruesas las exteriores, y tres arcos algo apuntados al centro. Los capiteles se adornan con plantas estilizadas y animales caprichosos, los arcos con ajedrezados y cabezas de clavos.
Tiene un bello Retablo en el Altar Mayor y recientemente se ha creado un museo, el Museo Parroquial, que recoge una buena muestra de la imaginería y objetos religiosos, de indudable e infinito valor artístico.

## Poblaciones de la parroquia
Según el nomenclátor de 2009 la parroquia está formada por las poblaciones de:
- Las Beisnadas	(casería): 9 habitantes.
- Boulao (Vouláu en asturiano y oficialmente) (casería): deshabitado.
- La Braña (casería): 6 habitantes.
- Buenavista (Bonavista) (casería): deshabitado.
- La Casilla (casería): deshabitado.
- Fuejo	(Fuexu)	(aldea): 25 habitantes.
- La Llaneza (La Ḷḷaneza) (aldea): 13 habitantes.
- Llanorriego (Chanurriegu) (casería): 21 habitantes.
- Máñores (Máñules) (aldea): 52 habitantes.
- Ocio (Ucíu)	(casería): deshabitado.
- Piedralonga (Paraḷḷonga) (casería): 63 habitantes.
- Tineo (Tinéu) (villa): 3.682 habitantes.
- Venta Arcadio	(La Venta Arcadiu) (casería): 3 habitantes.
- Venta de Aquilino (La Venta Quilinu) (casería): 3 habitantes.
- Venta del Aire (La Venta l'Aire) (casería): 37 habitantes.
- Venta el Pagano (La Venta'l Paganu) (casería): 8 habitantes.
- Venta Quildán	(La Venta Quildán) (casería): 15 habitantes .
- Venta de Villacín[cita requerida] (La Venta Viḷḷacín): 40 habitantes.